# Gare de Donjeux
Gare de Donjeux vasútállomás Franciaországban, Donjeux településen.

## Vasútvonalak
Az állomást az alábbi vasútvonalak érintik:
- Blesme-Haussignémont-Chaumont-vasútvonal

## Kapcsolódó állomások
A vasútállomáshoz az alábbi állomások vannak a legközelebb:
- Gare de Fronville - Saint-Urbain
- Gare de Gudmont
- Gare de Joinville
- Gare de Froncles